# Olympic Summer Games
För idrottstävlingarna, se olympiska sommarspelen och olympiska sommarspelen 1996.
Olympic Summer Games kallas 16-bitarsversionen av det officiella datorspelet till olympiska sommarspelen 1996 (32-bitars/PC-versionen kallas Olympic Games: Atlanta 1996). Spelet följde Winter Olympics: Lillehammer 94 och var det sista "olympiska" datorspelet släppt till 16-bitarskonsolerna (Segas Mega Drive/Genesis och Nintendos SNES och Nintendos Game Boy.
Spelet följer den så kallade "knappmosar"/"hetstryckar"-tekniken från tidigare (och framtida) spel i genren.
Spelet innehåller 10 grenar (fler än Olympic Gold), men bara två utanför friidrotten, och till skillnad från Winter Olympics, finns inga större skillnader mellan formaten.
Grafiken anses av många vara sämre eller bara något bättre än. Varje land (totalt 28) har sina färger. Bristen på tävlingar utanför "Olympiastadion" ansågs av många göra spelet alltför repetitivt.

## Tävlingar
- 100 meter
- 110 meter häck
- Stavhopp
- Höjdhopp
- Längdhopp
- Trestegshopp
- Spjutkastning
- Diskuskastning
- Bågskytte
- Lerduveskytte

## Tävlan
Precis som i tidigare titlar finns tre svårighetsgrader, samt olympiska spel och mini-OS.